# مسييه 79

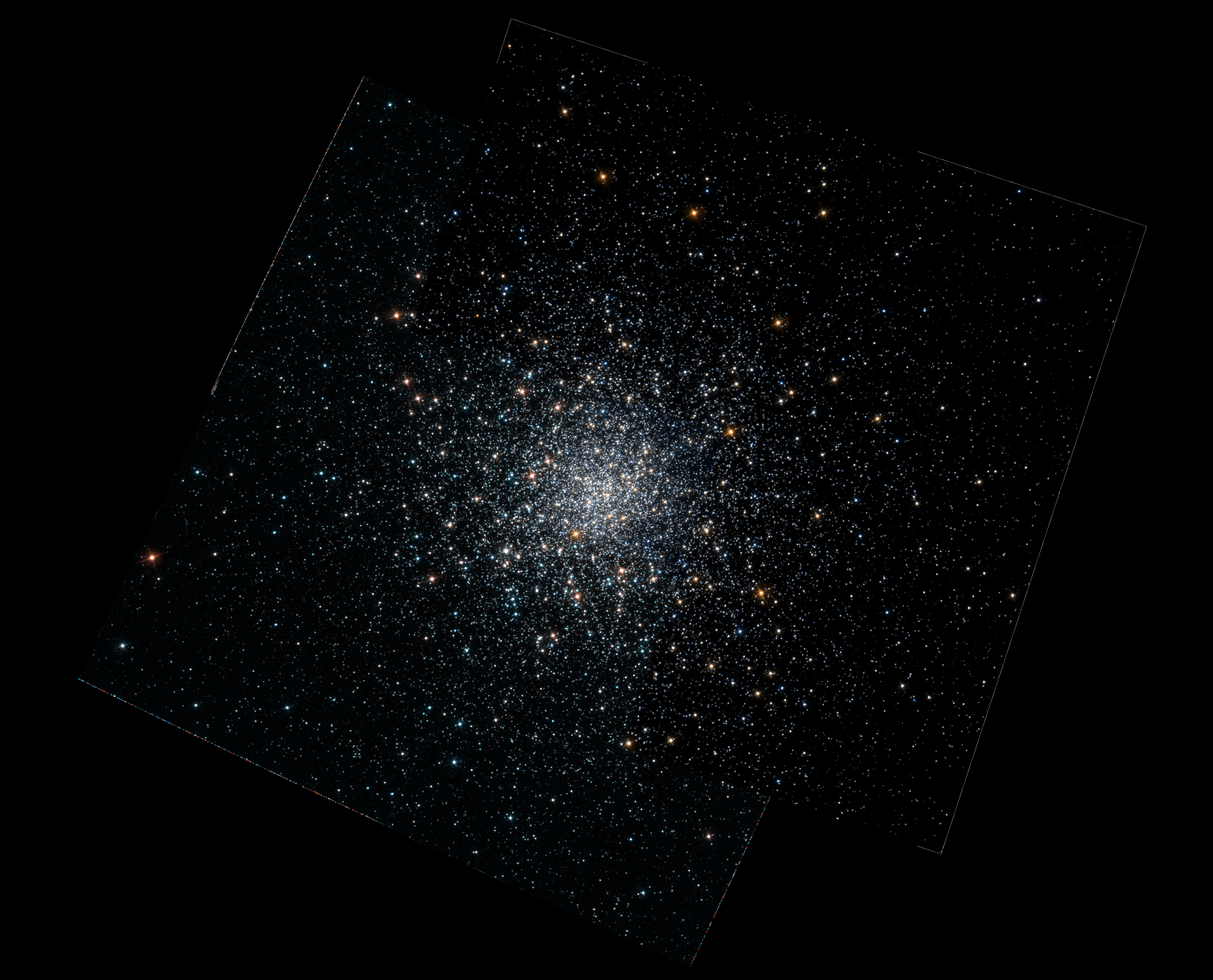

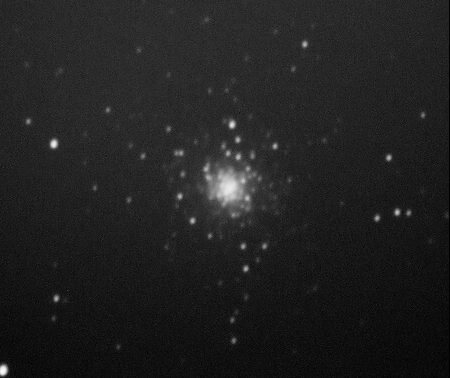
صورة التقطها تلسكوب هابل الفضائي.

م79أو مسييه 79 (بالإنجليزية: Messier 79 أو M79 أو NGC 1904)‏ هو تجمع نجمي يوجد في كوكبة الأرنب ويبعد عن المجموعة الشمسية بنحو 41.000 سنة ضوئية ويبعد عن مركز المجرة نحو 60.000 سنة ضوئية. إكتشفه بيير ميشان عام 1780 .

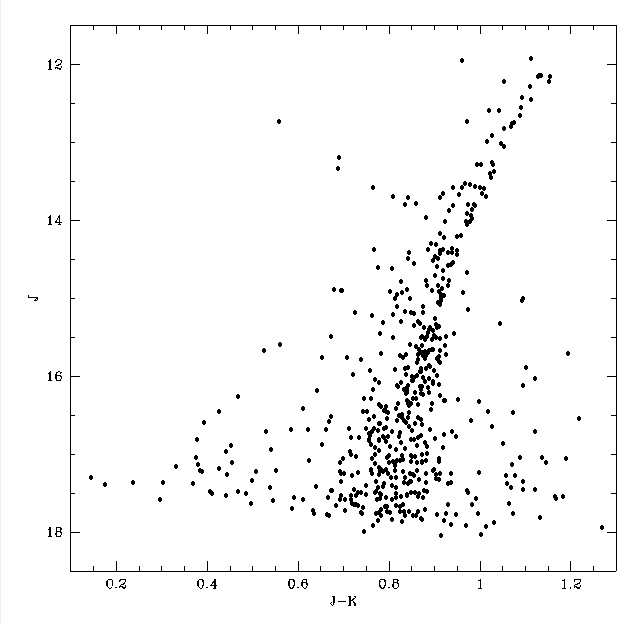
رسم تخطيطي بحجم اللون بالأشعة تحت الحمراء لـ M79.

يبدو أن التجمع مسييه 79 مثله كمثل التجمع مسييه 54 يعتبران لا ينتميان إلى مجرتنا، مجرة درب التبانة ، وإنما ينتميان إلى مجرة قزمة في كوكبة الكلب الأكبر قريبة من المجرة . وتتداخل حاليا تلك المجرة القزمة في مجرتنا ويبدو أنها ستنضم إليها . وهذا الموضوع يشغل العلماء من وجهة اهتمامهم بمعرفة طبيعة مجرة الكلب الأكبر القزمة .

## خصائص التجمع النجمي مسييه 79
- البعد عن الأرض: 41.000 سنة ضوئية
- البعد عن مركز المجرة: 60000 سنة ضوئية
- درجة اللمعان : 6و8 قدر ظاهري
- الاتساع: 6و9 دقيقة قوسية

وترجع التسمية NGC 1904 إلى الفهرس العام الجديد.

## اقرأ أيضا
- نجم
- مجرة
- قزم أبيض
- عملاق أحمر
- الانفجار العظيم
- خط زمني للانفجار العظيم
- نجم نيوتروني
- ثقب أسود

## وصلات خارجية
- موقع الكون